# CONCACAF W Gold Cup 2024
Der erste CONCACAF W Gold Cup, eines internationalen Fußball-Wettbewerbs für Frauen-Nationalmannschaften der CONCACAF, wurde vom 20. Februar bis zum 10. März 2024 in den Vereinigten Staaten ausgetragen. Die USA und Kanada waren als Olympiateilnehmer 2024 neben den vier Gastmannschaften der CONMEBOL automatisch gesetzt. Sechs weitere Teams mussten sich in einem Qualifikationsturnier zwischen September 2023 und Februar 2024 qualifizieren.
Sieger wurde die Mannschaft der USA, die sich im Finale mit 1:0 gegen Brasilien durchsetzen konnte. Torschützenkönigin wurde die Kanadierin Adriana Leon mit sechs Toren. Zur besten Spieler des Wettbewerbs wurde die US-Amerikanerin Jaedyn Shaw ernannt.

## Spielorte
Die Spielorte wurden von der CONCACAF Ende November 2023 bekanntgegeben. Die Spiele fanden in vier Stadien in ebensovielen Städten statt. Drei befanden sich in Südkalifornien und das vierte in Texas. Als Finalstadion wurde schon Anfang November 2023 das Snapdragon Stadium in San Diego bestimmt.
Alle vier Stadien wurde schon mindestens einmal für den Gold Cup der Männer benutzt. Das in Carson zuletzt 2015, das in Los Angeles zuletzt 2019 und die anderen beiden zuletzt 2023. Die beiden größeren Stadien, der Dignity Health Sports Park in Carson und das Snapdragon Stadium in San Diego, hatten ein Fassungsvermögen von 27.000 und 32.000 Zuschauern, die beiden kleineren Stadien, das BMO Stadium in Los Angeles und das Shell Energy Stadium in Houston boten Platz für knapp 22.000 Zuschauer.
| Carson                                       | Houston                                | Los Angeles                   | San Diego                            |
| -------------------------------------------- | -------------------------------------- | ----------------------------- | ------------------------------------ |
| Dignity Health Sports Park Kapazität: 27.000 | Shell Energy Stadium Kapazität: 22.039 | BMO Stadium Kapazität: 22.000 | Snapdragon Stadium Kapazität: 32.000 |
| Dignity Health Sports Park                   | Shell Energy Stadium                   | BMO Stadium                   | Snapdragon Stadium                   |

## Teilnehmer

### Qualifikation
Die Qualifikation wurde nach dem Nations-League-Prinzip ausgespielt. Die gemeldeten Teilnehmer wurden anhand ihrer Position im CONCACAF Women’s Ranking Index vom März 2023 auf insgesamt drei Ligen aufgeteilt. Die oberste Liga bestand aus drei Gruppen mit je drei Nationalmannschaften, die mittlere aus drei Gruppen mit je vier Mannschaften und die unterste Liga aus einer Gruppe mit vier und drei Gruppen mit je drei Mannschaften. Innerhalb der Ligen wurden die Teams dann in drei bzw. vier Töpfe eingeteilt.
Die Gruppenauslosung fand am 17. Mai 2023 in Miami statt. Innerhalb der drei Ligen traten die Mannschaften von September bis Dezember 2023 in Hin- und Rückspiel gegeneinander an, so dass jeweils vier oder sechs Partien zu bestreiten waren. Die Gruppensieger aus Liga A qualifizierten sich direkt für die Endrunde. Die Gruppenzweiten spielten gegen die Gruppensieger aus Liga B noch ein Play-off-Spiel um die restlichen drei Plätze bei der Endrunde. Für die Teams aus Liga C bestand keine Chance sich für die Endrunde zu qualifizieren.
Für die Endrunde waren die beiden Olympiateilnehmer 2024, die USA und Kanada, automatisch qualifiziert. Im Januar 2023 vereinbarten die CONCACAF und die CONMEBOL eine engeren Zusammenarbeit, wodurch die vier besten Mannschaften der Copa América der Frauen 2022 als Gäste eingeladen wurden.

### Auslosung
Die Auslosung fand am 11. Dezember 2023 in Miami statt. Als Gruppenköpfe gesetzt waren die USA in Gruppe A, Brasilien in Gruppe B und Kanada in Gruppe C. Im zweiten Topf befanden sich die restlichen bereits qualifizierten CONCACAF-Teilnehmer und im dritten Topf die restlichen CONMEBOL-Teilnehmer. Die drei Sieger der Play-offs, die zum Zeitpunkt der Auslosung noch nicht feststanden, befanden sich im letzten Topf.
- Lostopf 1: Vereinigte Staaten, Brasilien, Kanada
- Lostopf 2: Mexiko, Costa Rica, Panama
- Lostopf 3: Kolumbien, Argentinien, Paraguay
- Lostopf 4: Puerto Rico, El Salvador, Dominikan. Republik

| Gruppe A            | Gruppe B    | Gruppe C    |
| ------------------- | ----------- | ----------- |
| Vereinigte Staaten  | Brasilien   | Kanada      |
| Mexiko              | Panama      | Costa Rica  |
| Argentinien         | Kolumbien   | Paraguay    |
| Dominikan. Republik | Puerto Rico | El Salvador |

## Gruppenphase

### Gruppe A
| Pl. | Land                    | Sp. | S | U | N | Tore    | Diff. | Punkte |
| --- | ----------------------- | --- | - | - | - | ------- | ----- | ------ |
| 1.  | Mexiko                  | 3   | 2 | 1 | 0 | 010:000 | +10   | 07     |
| 2.  | Vereinigte Staaten      | 3   | 2 | 0 | 1 | 009:200 | +7    | 06     |
| 3.  | Argentinien             | 3   | 1 | 1 | 1 | 003:400 | −1    | 04     |
| 4.  | Dominikanische Republik | 3   | 0 | 0 | 3 | 000:160 | −16   | 0      |

| 20. Februar 2024, 16:30 und 19:15 Uhr in Carson |   |                     |           |
| Mexiko                                          | – | Argentinien         | 0:0       |
| Vereinigte Staaten                              | – | Dominikan. Republik | 5:0 (2:0) |
| 23. Februar 2024, 16:30 und 19:15 Uhr in Carson |   |                     |           |
| Dominikan. Republik                             | – | Mexiko              | 0:8 (0:6) |
| Argentinien                                     | – | Vereinigte Staaten  | 0:4 (0:3) |
| 26. Februar 2024, 16:00 und 19:15 Uhr in Carson |   |                     |           |
| Argentinien                                     | – | Dominikan. Republik | 3:0 (1:0) |
| Vereinigte Staaten                              | – | Mexiko              | 0:2 (0:1) |

### Gruppe B
| Pl. | Land        | Sp. | S | U | N | Tore    | Diff. | Punkte |
| --- | ----------- | --- | - | - | - | ------- | ----- | ------ |
| 1.  | Brasilien   | 3   | 3 | 0 | 0 | 007:000 | +7    | 09     |
| 2.  | Kolumbien   | 3   | 2 | 0 | 1 | 008:100 | +7    | 06     |
| 3.  | Puerto Rico | 3   | 1 | 0 | 2 | 002:400 | −2    | 03     |
| 4.  | Panama      | 3   | 0 | 0 | 3 | 001:130 | −12   | 0      |

| 21. Februar 2024, 16:30 und 19:15 Uhr in San Diego |   |             |           |
| Panama                                             | – | Kolumbien   | 0:6 (0:3) |
| Brasilien                                          | – | Puerto Rico | 1:0 (0:0) |
| 24. Februar 2024, 16:30 und 19:15 Uhr in San Diego |   |             |           |
| Puerto Rico                                        | – | Panama      | 2:1 (0:1) |
| Kolumbien                                          | – | Brasilien   | 0:1 (0:1) |
| 27. Februar 2024, 16:00 und 19:15 Uhr in San Diego |   |             |           |
| Kolumbien                                          | – | Puerto Rico | 2:0 (1:0) |
| Brasilien                                          | – | Panama      | 5:0 (3:0) |

### Gruppe C
| Pl. | Land        | Sp. | S | U | N | Tore    | Diff. | Punkte |
| --- | ----------- | --- | - | - | - | ------- | ----- | ------ |
| 1.  | Kanada      | 3   | 3 | 0 | 0 | 013:000 | +13   | 09     |
| 2.  | Paraguay    | 3   | 2 | 0 | 1 | 004:600 | −2    | 06     |
| 3.  | Costa Rica  | 3   | 1 | 0 | 2 | 002:400 | −2    | 03     |
| 4.  | El Salvador | 3   | 0 | 0 | 3 | 002:110 | −9    | 0      |

| 22. Februar 2024, 17:15 und 20:00 Uhr in Houston |   |             |           |
| Costa Rica                                       | – | Paraguay    | 0:1 (0:0) |
| Kanada                                           | – | El Salvador | 6:0 (3:0) |
| 25. Februar 2024, 16:00 und 19:00 Uhr in Houston |   |             |           |
| El Salvador                                      | – | Costa Rica  | 0:2 (0:1) |
| Paraguay                                         | – | Kanada      | 0:4 (0:2) |
| 28. Februar 2024, 17:00 und 20:00 Uhr in Houston |   |             |           |
| Paraguay                                         | – | El Salvador | 3:2 (1:0) |
| Kanada                                           | – | Costa Rica  | 3:0 (2:0) |

### Rangliste der Gruppendritten
Neben den drei Gruppenersten und -zweiten qualifizieren sich auch die beiden besten Gruppendritten für das Viertelfinale. Da Costa Rica und Puerto Rico nach allen Platzierungsregeln immer noch denselben Platz belegten, musste zur Entscheidung eine Losziehung durchgeführt werden.
| Pl. | Land        | Sp. | S | U | N | Tore    | Diff. | Punkte | Gruppe |
| --- | ----------- | --- | - | - | - | ------- | ----- | ------ | ------ |
| 1.  | Argentinien | 3   | 1 | 1 | 1 | 003:400 | −1    | 04     | A      |
| 2.  | Costa Rica  | 3   | 1 | 0 | 2 | 002:400 | −2    | 03     | C      |
| 3.  | Puerto Rico | 3   | 1 | 0 | 2 | 002:400 | −2    | 03     | B      |

## Finalrunde

### Viertelfinale
| 2. März 2024, 16:00 und 18:15 Uhr in Los Angeles |   |             |           |
| Kanada                                           | – | Costa Rica  | 1:0 n. V. |
| Brasilien                                        | – | Argentinien | 5:1 (2:0) |
| 3. März 2024, 14:00 und 17:15 Uhr in Los Angeles |   |             |           |
| Mexiko                                           | – | Paraguay    | 3:2 (1:0) |
| Vereinigte Staaten                               | – | Kolumbien   | 3:0 (3:0) |

### Halbfinale
| 6. März 2024, 16:00 und 19:15 Uhr in San Diego |   |                    |                                 |
| Brasilien                                      | – | Mexiko             | 3:0 (2:0)                       |
| Kanada                                         | – | Vereinigte Staaten | 2:2 n. V. (1:1, 0:1), 1:3 i. E. |

### Finale
| Vereinigte Staaten                                           | Vereinigte Staaten | Brasilien | Brasilien |
| ------------------------------------------------------------ | --- | --- | --------- |
| Vereinigte Staaten                                           | \| Finale \| \| 10. März 2024 um 17:15 Uhr in San Diego (Snapdragon Stadium) \| \| Ergebnis: 1:0 (1:0) \| \| Schiedsrichter: Melissa Borjas ( Honduras) \| \| Spielbericht \| | \| Finale \| \| 10. März 2024 um 17:15 Uhr in San Diego (Snapdragon Stadium) \| \| Ergebnis: 1:0 (1:0) \| \| Schiedsrichter: Melissa Borjas ( Honduras) \| \| Spielbericht \|                                         | Brasilien |
| Vereinigte Staaten                                           | Alyssa Naeher – Emily Fox, Naomi Girma, Tierna Davidson, Crystal Dunn (86. Casey Krueger) – Sam Coffey (71. Jaedyn Shaw), Korbin Albert, Trinity Rodman (71. Margaret Purce), Lindsey Horan, Rose Lavelle (46. Lynn Williams) – Alex Morgan (59. Sophia Smith) Cheftrainerin: Twila Kilgore | Luciana – Antônia, Tarciane, Thaís – Adriana, Duda Santos (57. Vitória Yaya), Duda Sampaio (80. Julia Bianchi), Yasmim, Gabi Portilho, Bia Zaneratto (79. Debinha) – Gabi Nunes (65. Geyse) Cheftrainer: Arthur Elias | Brasilien |
| Vereinigte Staaten                                           | 1:0 Horan (45.+1') | | Brasilien |
| Vereinigte Staaten                                           | Morgan (55.) | | Brasilien |
| Finale                                                       | | |           |
| 10. März 2024 um 17:15 Uhr in San Diego (Snapdragon Stadium) | | |           |
| Ergebnis: 1:0 (1:0)                                          | | |           |
| Schiedsrichter: Melissa Borjas ( Honduras)                   | | |           |
| Spielbericht                                                 | | |           |

## Beste Torschützinnen
Nachfolgend sind die besten Torschützinnen des Turniers gelistet. Bei gleicher Anzahl an Toren sind die Spielerinnen zunächst nach der Anzahl der Vorlagen und anschließend nach den Spielminuten sortiert.
| Rang | Spieler          | Tore | Vorlagen | Spielminuten |
| ---- | ---------------- | ---- | -------- | ------------ |
| 01   | Adriana Leon     | 6    | 2        | 397          |
| 02   | Lizbeth Ovalle   | 5    | 2        | 419          |
| 03   | Jaedyn Shaw      | 4    | 0        | 234          |
| 04   | Lindsey Horan    | 3    | 1        | 473          |
| 05   | Jessica Martínez | 3    | 0        | 262          |
| 06   | Jordyn Huitema   | 3    | 0        | 268          |
| 07   | Catalina Usme    | 2    | 3        | 317          |
| 08   | Olivia Smith     | 2    | 2        | 182          |
| 09   | Bia Zaneratto    | 2    | 2        | 408          |
| 10   | Manuela Paví     | 2    | 1        | 260          |
| 11   | Gabi Nunes       | 2    | 1        | 307          |
| 12   | Alex Morgan      | 2    | 1        | 316          |
| 13   | Karen Luna       | 2    | 1        | 405          |

Zu diesen besten Torschützinnen mit mindestens zwei Toren und einer Vorlage kommen neun weiter mit je zwei Toren und 27 weitere mit je einem Tor sowie ein Eigentor.

## Schiedsrichter
Am 7. Februar 2024 veröffentlichte die CONCACAF eine Liste mit 10 Schiedsrichterinnen und 20 Schiedsrichter-Assistentinnen für das Turnier. Jeweils zwei Schiedsrichterinnen stammten aus Kanada, Mexiko und den USA. Für den Videobeweis wurden neun Videoassistenten nominiert.
Hauptschiedsrichterinnen
- Marianela Araya
- Astrid Gramajo
- Melissa Borjas
- Odette Hamilton
- Marie-Soleil Beaudoin
- Myriam Marcotte
- Katia García
- Karen Hernández
- Tori Penso
- Natalie Simon

Schiedsrichterassistentinnen
- Sherly Socop
- Iris Vail
- Shirley Perelló
- Lourdes Noriega
- Stephanie Yee Sing
- Chantal Boudreau
- Gabrielle Lemieux
- Marie-Han Gagnon-Chretien
- Melissa Snedden
- Ivett Santiago
- Enedina Caudillo
- Karen Díaz
- Jéssica Morales
- Sandra Ramírez
- Mijensa Rensch
- Carissa Douglas-Jacob
- Felisha Mariscal
- Brooke Mayo
- Meghan Mullen
- Kathryn Nesbitt

Videoschiedsrichter
- Benjamín Pineda
- Ricardo Montero
- Daneon Parchment
- Drew Fischer
- Diana Pérez
- Francia González
- Lizzet García
- Tatiana Guzmán
- Ekaterina Koroleva

Unterstützungsschiedsrichterinnen
- Carly Shaw-MacLaren
- Sandra Benítez
- Mayary Cartagena
- Merlin Soto
- Priscila Pérez
- Crystal Sobers